# Actinodaphne lecomtei
Actinodaphne lecomtei C.K.Allen – gatunek rośliny z rodziny wawrzynowatych (Lauraceae Juss.). Występuje naturalnie w południowych Chinach – w prowincjach Kuejczou, Syczuan oraz w północnej części Guangdong. 

## Morfologia
PokrójZimozielone drzewo dorastające do 10 m wysokości. Młode pędy są owłosione.
LiściePrawie okółkowe lub naprzeciwległe. Mają kształt od równowąsko lancetowatego do lancetowatego. Mierzą 10–20 cm długości oraz 1,5–3 cm szerokości. Są mniej lub bardziej owłosione od spodu. Nasada liścia jest klinowa. Blaszka liściowa jest o ostrym wierzchołku. Ogonek liściowy jest mniej lub bardziej owłosiony i dorasta do 7–20 mm długości.
KwiatySą niepozorne, rozdzielnopłciowe, zebrane w baldachy, rozwijają się w kątach pędów.
OwoceMają odwrotnie jajowaty kształt, osiągają 10 mm długości i 8 mm szerokości, są nagie, osadzone w dużych miseczkach.

## Biologia i ekologia
Rośnie na skrajach lasów oraz brzegach rzek. Występuje na wysokości od 700 do 1800 m n.p.m. Kwitnie od sierpnia do września, natomiast owoce dojrzewają od października do listopada.